# Israel Jiménez
Israel Sabdi Jiménez Náñez (n. Monterrey, Nuevo León, México; 13 de agosto de 1989) es un futbolista mexicano, juega como lateral derecho, actualmente se encuentra sin equipo.

## Trayectoria

### Tigres de la UANL
Se desempeña por la banda derecha y se ha ganado la titularidad desde la llegada al mando del equipo Ricardo Ferretti. «El Piloto Jiménez» debutó en la Primera División de México en el Apertura 2008 el día 26 de julio de 2008, de la mano de Manuel Lapuente en la jornada 1 de la misma temporada en contra del Pachuca y salió del encuentro al min. 61. 

#### Club Tijuana
En el draft Apertura 2014, el técnico Ricardo Ferretti no requirió de sus servicios, se decía que era un hecho su partida a Chivas, sin embargo el Club Tijuana lo pide desde antes en calidad de préstamo por 6 meses sin opción a compra, donde se volvió pieza clave en la defensa de Tijuana.
Al finalizar el torneo Tijuana, anunciaba negociaciones con los Tigres de la UANL con el objetivo de renovar el préstamo y poder comprar sus derechos federativos, sin embargo Tigres no cedió a renovar el préstamo.

#### Fin de préstamo
El 17 de diciembre de 2014, se hace oficial el regreso de Israel Jiménez por petición de Ricardo Ferretti debido a su buen momento con los Xolos del Tijuana donde volvió a ser titular con los Tigres.

#### F. C. Juárez
El 18 de julio de 2019 se confirma el préstamo de «El Piloto» al Fútbol Club Juárez para el Apertura 2019 puesto que no tenía la regularidad esperada en sus últimas campañas con los «felinos».
El 20 de junio de 2020 fue anunciado como nuevo jugador del Mazatlán F. C. de la Primera División de México, equipo que lo contrató en su condición de jugador libre.

#### Carrera posterior
Entre junio de 2022 y marzo de 2023 fue jugador del Monterrey Flash, un equipo de fútbol rápido que competía en la Major Arena Soccer League.
En enero de 2024 se presentó al draft de la  Américas Kings League -una liga profesional de fútbol 7-, siendo seleccionado por el equipo Raniza FC. Sin embargo dejó al equipo antes de que concluyese el torneo para pasar a entrenar al equipo de fútbol de la UANL que participó de la Universiada Mexicana 2024.

## Selección nacional

### Sub-20
En diciembre de 2010 fue convocado por la selección mexicana sub-20 para disputar la Copa Córdoba Internacional Sub-20 2010 celebrada en Córdoba, Argentina al lado de sus compañeros de equipo Antonio Zacarías y Alan Pulido.

### Sub-23
En julio de 2012 fue incluido en la lista final de 18 jugadores que representaron a México en el Torneo de Fútbol Masculino de los Juegos Olímpicos de Londres 2012 logrando la Medalla de Oro derrotando en la final a la Selección de fútbol de Brasil.

### Selección absoluta
| Club               | Paísdebi | PJ | Goles | Periodo         |
| ------------------ | -------- | -- | ----- | --------------- |
| Selección Mexicana | México   | 6  | 0     | 2012 - Presente |

En enero de 2012, gracias a su buen momento con Tigres, fue convocado por José Manuel de la Torre, para los partidos amistosos contra la Selección de Venezuela.
Debuta con la Selección el 25 de enero de 2012, ante la Selección de Venezuela, donde el equipo tricolor se impuso 3-1.

### Participaciones en Juegos Olímpicos
| Copa                             | Sede        | Resultado      |
| -------------------------------- | ----------- | -------------- |
| Juegos Olímpicos de Londres 2012 | Reino Unido | Medalla de oro |

### Participaciones en Copa Oro Concacaf
| Torneo                          | Sede           | Resultado    |
| ------------------------------- | -------------- | ------------ |
| Copa de Oro de la Concacaf 2013 | Estados Unidos | Tercer lugar |

## Palmarés

### Títulos nacionales
| Título               | Club        | País   | Año  |
| -------------------- | ----------- | ------ | ---- |
| Liga MX              | Tigres UANL | México | 2011 |
| Copa MX              | Tigres UANL | México | 2014 |
| Liga MX              | Tigres UANL | México | 2015 |
| Campeón de Campeones | Tigres UANL | México | 2016 |
| Liga MX              | Tigres UANL | México | 2016 |
| Campeón de Campeones | Tigres UANL | México | 2017 |
| Liga MX              | Tigres UANL | México | 2017 |
| Campeón de Campeones | Tigres UANL | México | 2018 |
| Liga MX              | Tigres UANL | México | 2019 |

### Títulos internacionales
| Título                  | Equipo      | Sede           | Año  |
| ----------------------- | ----------- | -------------- | ---- |
| Rio Grande Plate        | Tigres UANL | Estados Unidos | 2008 |
| SuperLiga               | Tigres UANL | Estados Unidos | 2009 |
| Preolímpico de Concacaf | México      | Estados Unidos | 2012 |
| Juegos Olímpicos        | México      | Londres        | 2012 |
| Copa Concacaf           | México      | Estados Unidos | 2015 |